# Jean Epstein
Jean Epstein (25. března 1897 Varšava – 2. dubna 1953 Paříž) byl francouzský režisér, filmový teoretik, literární kritik a spisovatel. Často je spojován s francouzskou impresionistickou kinematografií, avšak ještě většího vlivu dosáhl jako filmový teoretik. Jeho otec byl francouzský Žid a matka byla polského původu. V jistém čase studoval medicínu a poté pracoval i jako překladatel.
K jeho nejznámějším konceptům patří "lyrosofie". Epstein tvrdí, že všeobecná intelektuální únava vyplývající z rychlého tempa moderního života, vede k formě vratké subjektivity nazývané lyrosofie. V tomto novém režimu rozum ztrácí kontrolu nad podvědomím a dochází ke stále častějším projekcím podvědomých pocitů na vědomou intelektuální rovinu. A právě ty oslovuje moderní film. Estetické potěšení je spojeno právě se stimulací podvědomých emocionálních asociací. Jiná estetika filmu neexistuje, proto Epstein pohrdal filmem avantgardním.
Dalším výrazným Epsteinovým konceptem je "fotogenie", tedy hlavní "transcendentní" vlastnost filmového obrazu. Projevuje se zejména nabízením detailních záběrů, nedokončeností, zobrazováním lidské tváře, pod jejímž povrchem lze vidět emoci, a duševní rychlostí (tlak na to, aby divák rychle chápal předváděné impulsy).
Česky vyšel výbor z jeho textů pod názvem Poetika obrazů (Praha, Herrmann & synové 1997).

### Filmová teorie
- Bonjour, cinéma (1921)
- La Poésie d'aujourd'hui, un nouvel état d'intelligence (1921)
- La Lyrosophie (1922)
- Le Cinématographe vu de l'Etna (1926)
- La Photogénie de l'impondérable (1935)
- L'Intelligence d'une machine (1946)
- Le Cinéma du diable (1947)
- Esprit de cinéma (1955)
- Écrits sur le cinéma, 1921-1953: édition chronologique en deux volumes (1974–1975)

### Beletrie
- Les Recteurs et la sirène (1934)
- L'Or des mers (1932)